# James Brae
James Brae là một cầu thủ bóng đá người Anh thi đấu ở vị trí trung vệ.